# División Etnografía del Museo de La Plata
La División Etnografía del Museo de La Plata es una de las 15 divisiones o departamentos en los que se organiza el Museo de La Plata (Provincia de Buenos Aires, Argentina). Fue creada en 1967, por iniciativa de Armando Vivante, entonces director de la institución. Hasta entonces, las colecciones e investigaciones etnográficas en el seno de este museo se enmarcaban en la División Arqueología; desde la creación de este nuevo espacio institucional y de investigación, los estudios antropológicos se nuclearon en las Divisiones de Antropología, Arqueología y Etnografía, todas ellas parte del Área Antropología. 
La misión de la División es «conservar, documentar, investigar y difundir el patrimonio etnográfico, para contribuir al conocimiento de la diversidad cultural, favoreciendo su apropiación a través de distintas prácticas de activación patrimonial y ampliando su acceso a todos los sectores sociales».

## Historia
La creación de la División Etnografía en 1967 contribuyó a la institucionalización de los estudios etnográficos en el Museo de La Plata, que venían desarrollándose desde sus inicios, en conjunto con los estudios lingüísticos de Samuel Lafone Quevedo en la década de 1890, de Robert Lehmann-Nitsche a partir de la década de 1910; y de Enrique Palavecino y María Delia Millán a partir de 1930.

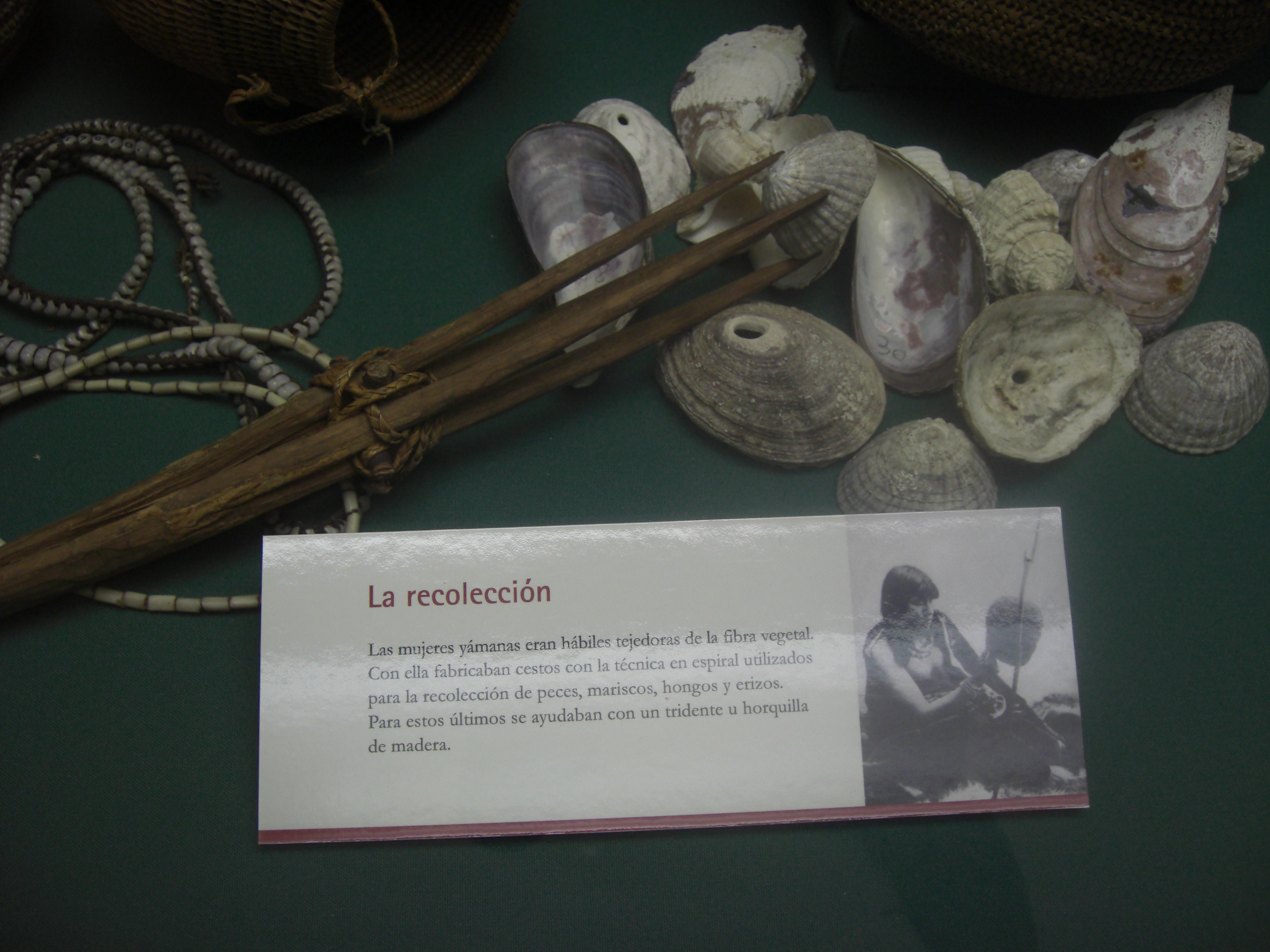
Detalle de la Sala Espejos Culturales en el Museo de La Plata, en donde se expone parte de la colección de la División Etnografía.

La División contaba con colecciones de procedencias diversas, las cuales inicialmente se encontraban agrupadas con las colecciones arqueológicas de la División Arqueología. A partir de la década de 1960 comenzaron a separarse. La decisión institucional de la creación se vio asentada en la puja por espacios propios entre investigadores que realizaban estudios etnográficos y etnológicos y aquellos que lo hacían en el campo de la arqueología. La escisión se produjo 1967 y Armando Vivante, el principal impulsor de creación de una nueva División Etnografía, se constituyó como el primer Jefe de División. Los intereses de Vivante se plasmaron en las líneas de investigación de la División: la relación entre fenómenos biológicos y culturales y el desarrollo de la antropología social.
Desde los primeros momentos de la División, se generó un grupo de investigadores de diferentes generaciones de antropólogos y antropólogas que realizaban estudios sobre diferentes temáticas: Néstor Homero Palma, Omar Gancedo, Marta Alicia Crivos, María Rosa Martínez, Gustavo Pis Diez, Horacio Sabarots, Juan José Cascardi, María Marta Reca, Laura Apaolaza, María Inés Rey, Stella Maris García, Héctor Blas Lahitte, Amalia Eguía, María Rosa Catullo, entre otros.
Luego de la jubilación de Vivante en 1983, asumió como Jefe de División Néstor Palma. En 1986, la División quedó a cargo de Héctor Blas Lahitte. En 2020, tras el retiro de Lahitte, asume María Marta Reca.

### Directores de la División Etnografía
| Nombre              | Periodo       |
| ------------------- | ------------- |
| Armando Vivante     | 1967-1983     |
| Néstor Homero Palma | 1983-1986     |
| Héctor Blas Lahitte | 1986-2020     |
| María Marta Reca    | 2020-presente |

## Colecciones

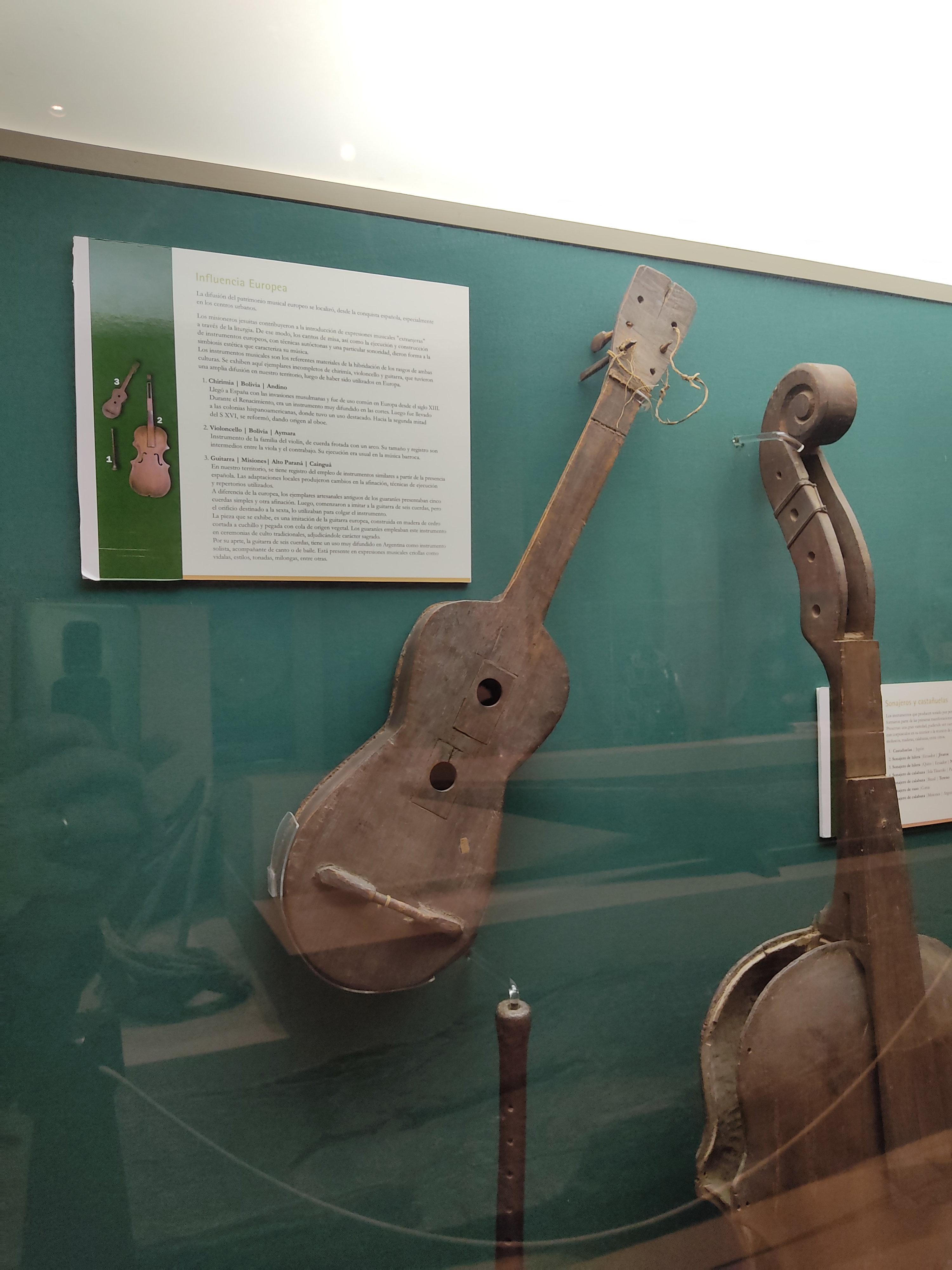
Vitrina de la colección de instrumentos musicales de la División en el Museo de La Plata.

La División cuenta con diversas colecciones etnográficas que suman un total aproximado de 4700 piezas. Estos materiales tienen como lugares de procedencia a países de América como Argentina, Bolivia, Brasil, Chile, Paraguay, Panamá; y también regiones extraamericanas como África (Colonia del Cabo), Asia (Corea y Japón) y Oceanía (Nueva Guinea). El acervo de la División se constituyó por el aporte de investigadores y entusiastas como Juan Ambrosetti, Hernan ten Kate, Juan Bach, Joaquín Víctor González, Robert Lehmann-Nitsche, Alfred Métraux, Wanda Hanke, Enrique Palavecino, Omar Gancedo, Francisco P. Moreno, Carlos Spegazzini, Roberto Dabenne, Estanislao S. Zevallos y Samuel Lafone Quevedo, entre otros, que desde la creación del Museo de La Plata han aportado colecciones de objetos.

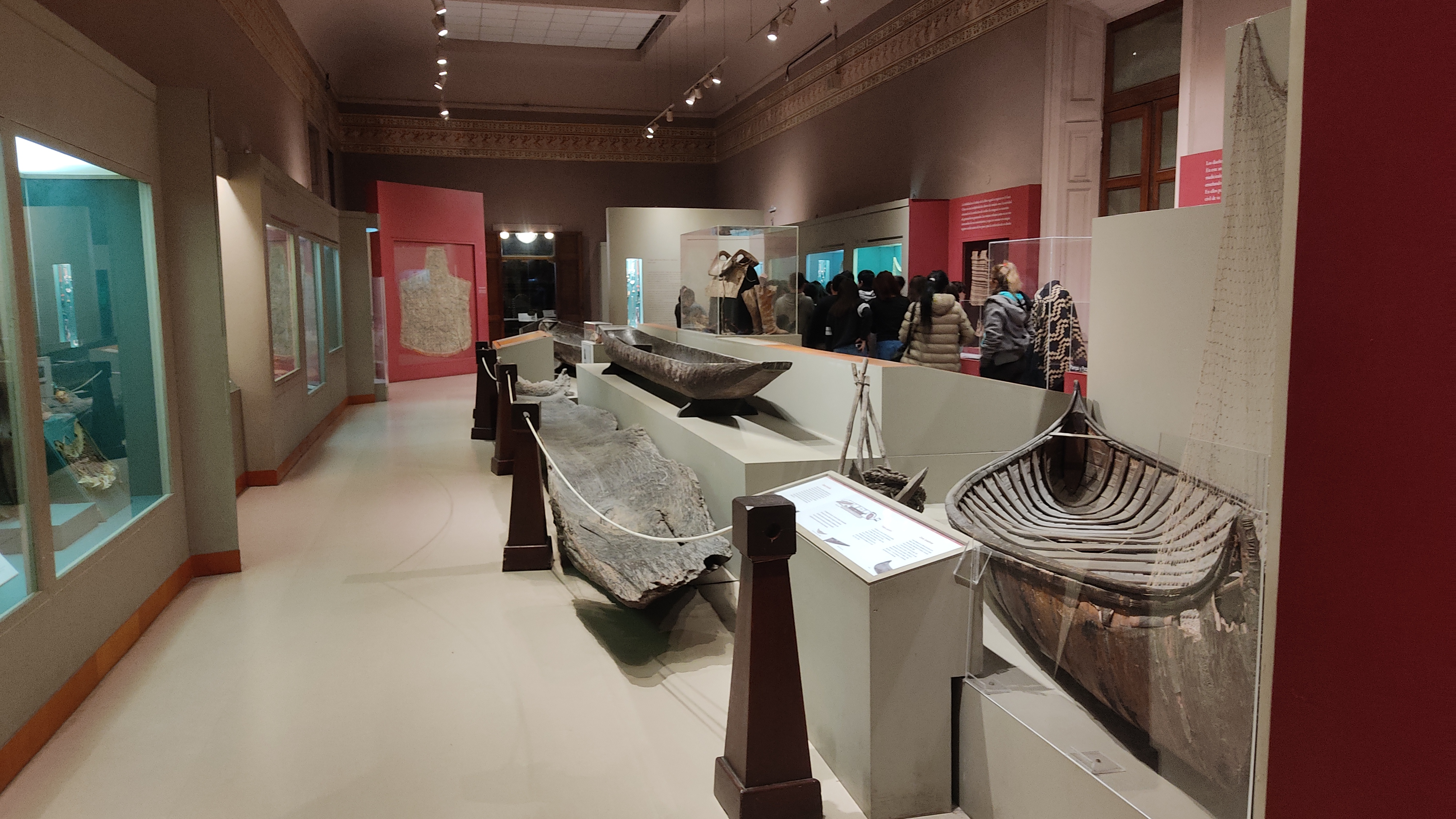
Vista de la Sala Etnografía en el Museo de La Plata.

Entre los grupos de Argentina representados en las colecciones se encuentran los selknam, yámanas, tehuelches, mapuche, qom, chanés y guaraníes, entre otros. Las colecciones etnográficas evidencian el patrimonio cultural y el modo de vida, recuperando actividades cotidianas a partir de elementos de «caza y pesca, de arte plumario, instrumentos musicales, collares, máscaras, platería, textiles (fajas, mantas, ponchos), utensilios de usos varios y vasijas».
A resultas de una iniciativa anunciada por Luis María Torres en 1920, se reordena las exhibiciones de arqueología y etnología durante la década, concluyéndose el proyecto en 1927, y desde entonces parte de las colecciones de la División se encuentran en exposición en la Sala de Etnografía del Museo de La Plata (sala XXII) -donde anteriormente funcionaba la Biblioteca del Museo- y reunía objetos de etnias de Argentina y el resto de América. En la actualidad, la exposición se titula "Espejos culturales".
Cabe destacar que las colecciones no solo refieren a objetos materiales, sino que despliegan además un amplio catálogo de registros fotográficos y audiovisuales, dado que la antropología visual es una de las líneas de investigación dentro de la División.
Diversas fuentes resaltan la información contextual que acompaña a los elementos de las colecciones. Cada pieza se encuentra agrupada en primer lugar según su lugar de procedencia étnica, y luego se anexan otros modos de clasificación de pertinencia museológica: año de ingreso al Museo, coleccionista, tipo de material, etc.

## Investigación
La División Etnografía es el lugar de trabajo de investigadores y técnicos pertenecientes a la Universidad Nacional de La Plata, la Comisión de Investigaciones Científicas de la Provincia de Buenos Aires (CICPBA) y el Consejo Nacional de Investigaciones Científicas y Técnicas de Argentina (CONICET). En la actualidad, se desarrollan proyectos de investigación sobre temáticas vinculadas al análisis de la cultura material y sistemas de representación simbólica; patrimonio, memoria y antropología; movimientos migratorios y antropología visual.